# Blues Brothers 2000
Blues Brothers 2000 es una película de 1998 que es una secuela de la película de 1980 The Blues Brothers. Dirigida por John Landis, protagonizada por Dan Aykroyd y John Goodman (en esta ocasión no aparece John Belushi, que murió en 1982) con cameos de muchos músicos.

## Argumento
Blues Brothers 2000 transcurre 18 años después de The Blues Brothers, con Elwood Blues (Dan Aykroyd) después de ser liberado de prisión, esta vez de una prisión privada en lugar de la antigua cárcel del estado de Illinois representada en la primera película. Se entera de que su hermano, Jake (John Belushi) ha muerto, junto con su padre sustituto Curtis (Cab Calloway), y que el orfanato de donde ellos vivían ya no existe. Y en el lugar conoce a  que será su nueva pareja  un huérfano llamado Buster de 10 aňos de edad (J. Evan Bonifant).
Sin embargo, Elwood se entera de que tiene un segundo hermano (político). El "hermano" es el hijo ilegítimo de Curtis, llamado Cabel "Cab" Chamberlain (Joe Morton), que hasta que Elwood entra en su vida no tenía conocimiento de ser el hijo de Curtis. Cab es un comandante de la Policía del Estado de Illinois. Él se enfada y se niega a ayudar a Elwood, un delincuente habitual, pero Buster le roba la cartera y compran un coche de policía en un negocio propiedad de Malvern Gasperone (BB King), quien deja la empresa para trasladarse a Nueva Orleans para embarcarse en "otro proyecto".
Elwood al buscar a su baterista toma un trabajo como maestro de ceremonias en un club nocturno (un club de estriptis propiedad del baterista de la banda de los Blues Brothers, Willie Hall). Allí descubre que el camarero, Mighty Mack (interpretado por John Goodman) tiene talento cantando, mientras que se entera de que la mafia rusa ha estado exigiendo sobornos a la discoteca.
Después de que la mafia rusa quemara el club, Elwood reúne nuevamente a la banda. La banda viaja a varios lugares de la primera película con una representación de cómo han cambiado.  Además de huir de la mafia, Elwood también escapa del "grupo de poder blanco" (dirigida por Darrell Hammond) y de la policía de Illinois, al final el celoso y cruel Cab "ve la luz" en una reunión evangelista que dirige el Reverendo Cleophus James. (James Brown) y se convierte en un Blues Brother.
Todos se dirige al sur de Louisiana con la intención de entrar en una batalla de bandas, celebrada en la mansión de una practicante de vudú llamado Reina Moussette (Erykah Badu). Compiten contra los Louisiana Gator Boys, una banda liderada por Gasperone.
Policías y delincuentes buscan a Elwood, después de lo cual él y el joven Buster, una vez más salen a la carretera.
La película está dedicada a John Belushi, Cab Calloway y John Candy.

## Reparto y Personajes

### Grupos y músicos invitados

#### The Blues Brothers Band
- Dan Aykroyd como Elwood Blues – armónica y voz.
- John Goodman como Mighty Mack McTeer – voz.
- J. Evan Bonifant como Buster Blues – voz y armónica.
- Steve Cropper como Steve "the Colonel" Cropper – guitarra rítmica y coros.
- Donald "Duck" Dunn como Donald "Duck" Dunn – bajo.
- Murphy Dunne como Murphy "Murph" Dunne – teclados.
- Willie Hall como Willie "Too Big" Hall – batería y percusión.
- Tom Malone como Tom "Bones" Malone – trombón, Saxofón tenor y coros.
- Lou Marini como "Blue Lou" Marini – saxofón alto, saxofón tenor y coros.
- Matt Murphy como Matt "Guitar" Murphy – guitarra líder.
- Alan Rubin como Alan "Mr. Fabulous" Rubin – trompeta, percusión y coros.

#### Músicos invitados
- Junior Wells como él mismo.
- Lonnie Brooks como él mismo.
- Blues Traveler como ellos mismos.
- Jonny Lang como el custodio.
- Eddie Floyd como Ed.
- Wilson Pickett como Sr. Pickett
- Aretha Franklin como Sra. Murphy.
  - Esther Ridgeway como amiga de la Sra. Murphy
  - Gloria Ridgeway como amiga de la Sra. Murphy
  - Gracie Ridgeway como amiga de la Sra. Murphy
- Sam Moore como Reverendo Morris.
- James Brown como Reverendo Cleophus James.
- Paul Shaffer como Marco/él mismo.
- Erykah Badu como reina Mousette.

#### The Luisiana Gator Boys
The Louisiana Gator Boys es un supergrupo ficticio de blues creado para Blues Brothers 2000. Compiten contra The Blues Brothers en la batalla de bandas. La banda se compone de:
- B. B. King como Malvern Gasperone – voz y guitarra eléctrica
- Jeff "Skunk" Baxter – guitarra eléctrica
- Gary U.S. Bonds – voz
- Eric Clapton – voz y guitarra eléctrica
- Clarence Clemons – voz, saxo tenor, saxo y pandereta
- Jack DeJohnette – batería
- Bo Diddley – voz y guitarra eléctrica
- Jon Faddis – trompeta
- Isaac Hayes – voz
- Dr. John – voz y piano
- Tommy "Pipes" McDonnell – voz
- Charlie Musselwhite – voz y armónica
- Billy Preston – voz y Sintetizador
- Lou Rawls – voz
- Joshua Redman – Saxo tenor
- Paul Shaffer – director y voz
- Koko Taylor – voz
- Travis Tritt – voz y guitarra eléctrica
- Jimmie Vaughan – voz y guitarra eléctrica
- Grover Washington, Jr. – Saxofón barítono
- Willie Weeks – bajo
- Steve Winwood – vocals and órgano

### Otros personajes
- Joe Morton como Cab Chamberlain.
- Nia Peeples como Lieutenant Elizondo.
- Kathleen Freeman como Mother Mary Stigmata.
- Frank Oz como Warden.
- Steve Lawrence como Maury Sline.
- Darrell Hammond como Robertson.
- Shann Johnson como Matara.
- Michael Bondar como Ruso matón 1.
- Slavko Hochevar como Ruso matón 2.
- Igor Syyouk como Tstetsevkaya.
- Victor Pedtrchenko como Ivan.
- Wally High como Ruso matón 3.
- Richard Kruk como Ruso matón 4.
- John Lyons como Ruso matón 5.
- Jeff Morris como Bob.
- Hace un cameo Jim Belushi

## Recepción
La película obtuvo reseñas mixtas, con un promedio de 46% de reseñas positivas en Rotten Tomatoes, y el puntaje de una D por parte de Entertainment Weekly. Roger Ebert le dio a la película 2 estrellas, diciendo, "La película es una comedia aburrida rodeada de blues de alta energía (y algo de música pop, rock y country)."